# Interstellar sky
En interstellar sky er en samling af gas, plasma og interstellart støv, der er tættere end gennemsnittet i det interstellare rum. Afhængig af tætheden, størrelsen og temperaturen i den interstellare sky kan hydrogen være enten neutralt (H I-region), ioniseret (H II-region) eller molekylært (molekylesky). Stjernetåger er en type interstellare skyer, der er synlige, enten ved at de lyser selv eller ved at de blokerer bagvedliggende lys. Stjernetåger er som regel dannet af materiale fra stjerner.
Interstellare skyer giver mulighed for studium af tilstedeværelsen og proportionerne af metaller i verdensrummet. Tilstedeværelsen og andelen af disse elementer kan bidrage til at udvikle teorier om, hvordan de blev dannet. Dette er af særlig interesse, når proportionerne ikke er konsistente med hvad, der kan forventes at opstå fra stjerner som følge af fusion og på den måde antyde alternative måder, eksempelvis spallation af kosmisk stråling.

## Kemiske forbindelser konstateret i interstellare skyer
Indtil for nylig var det opfattelsen, at de kemiske reaktioner i de interstellare skyer foregik meget langsomt med indgåelse af få kemiske forbindelser grundet den lave temperatur og afstanden mellem materialet i skyerne. Forskere har imidlertid fundet organiske molekyler i skyerne, såsom formaldehyd, methanol, og ethenol (vinyl alkohol). De kemiske reaktioner, der fører til dannelsen af sådanne organiske molekyler er velkendte under de forhold, der gør sig gældende ved meget højere temperaturer og tryk, men den omstændighed, at stofferne forefindes i interstellare skyer indikerer, at de kemiske reaktioner sker i en gas-fase og på en anden måde end på Jorden.
Tilsvarende giver interstellare skyer mulighed for at studere forekomsten og sammensætningen af metaller i rummet. Forekomsterne af metaller og sammensætningen bidrager til forståelsen af metallers dannelse, særlig i det omfang forekomsterne og sammensætningen ikke er konsistent med hvad der forventes at være dannet som et resultat af fusionsprocesser i stjerner. Sådan inkonsistens antyder alternative måder til dannelse af metaller, så som spallation ved kosmisk stråling.